# Римнічанка
Римнічанка (рум. Râmniceanca) — село у повіті Вранча в Румунії. Входить до складу комуни Виртешкою.
Село розташоване на відстані 162 км на північний схід від Бухареста, 10 км на захід від Фокшан, 82 км на північний захід від Галаца, 112 км на схід від Брашова.

## Населення
За даними перепису населення 2002 року у селі проживали 240 осіб, усі — румуни. Усі жителі села рідною мовою назвали румунську.